# كونكرز باد فور داي
كونكرز باد فور داي (بالإنجليزية: Conker's Bad Fur Day)‏، هي لعبة فيديو من نوع المزحة السوداء ومنصات وأكشن، صدرت على منصة نينتندو 64 الحصرية سنة 2001م، وهي من تطوير ونشر شركة راير البريطانية، وتم إعادة إصدار اللعبة المحسنة سنة 2005م تحت مسمى كونكر: لايف أند ريلودد، والتي تعمل على منصة إكس بوكس الحصرية.

## إقتباسات
لعبة كونكرز أقتبست من بعض الأفلام مثل إنقاذ الجندي رايان، حينما يصور أعدائه على شكل دبدوب،، وكذلك شخصية الوحش في فيلم آلاين.